# Brian Duperreault
Brian C. Duperreault, född 1947 i Hamilton, är en bermudisk-amerikansk företagsledare som är president och VD för det globala försäkringsbolaget American International Group (AIG) sedan 2017 när han efterträdde den avgående Peter D. Hancock på positionerna. Dessförinnan var han VD (1994–2004) och styrelseordförande (2006–2008) för Ace Limited och VD (2008–2012) för Marsh & McLennan Companies.
Duperreault avlade en kandidatexamen i matematik vid Saint Joseph's University.